# Fagani
Le fagani (ou faghani) est une des langues des Salomon du Sud-Est, parlée par 900 locuteurs, dans le nord-ouest de Makira. Le fagani comprend deux dialectes : le agufi et le rihu'a. Darrell Tryon affirme (1981) que c'est une langue séparée de l'arosi.